# Tour de Zuidenveld
A Tour de Zuidenveld (nome oficial: PWZ Zuidenveld Tour) é uma competição de ciclismo profissional que se disputa nos Países Baixos durante o mês de abril. Originalmente desde a sua criação a corrida levava por nome Zuid Oost Drenthe Classic, no entanto, devido às mudanças de patrocinadores através dos anos o nome da corrida tem mudado. Desde o 2009 pertence aos Circuitos Continentais da UCI fazendo parte do UCI Europe Tourdentro da categoria 1.2 (última categoria do profissionalismo). Em 2013 disputaram-se duas corridas, uma sobre asfalto e a outra sobre calçada.

## Palmarés
| Ano      | Ganhador             | Segundo            | Terceiro               |
| -------- | -------------------- | ------------------ | ---------------------- |
| 1992     | Jeroen Blijlevens    | David Veenendaal   | Tonnie Teuben          |
| 1993     | Erik van der Heide   | Marcel Vegt        | Danny Stam             |
| 1994     | Jan de Leeuw         | Lex Nederlof       | Ronald Withag          |
| 1995     | Steven de Jongh      | Jeroen Slagter     | Arjan Vinke            |
| 1996     | Michael van der Wolf | Rudi Kemna         | Herold Dat             |
| 1997     | Sander Olijve        | Rudi Kemna         | Martin van Steen       |
| 1998     | Bart Boom            | Ronald Mutsaars    | Herman Fledderus       |
| 1999     | Mark ter Schure      | Andre van de Reep  | Bjorn Vonk             |
| 2000     | Bobbie Traksel       | Gerben van de Reep | Herold Dat             |
| 2001     | Edwin Dunning        | Julien Smink       | Wally Buurstede        |
| 2002     | Angelo van Melis     | Marcel Luppes      | Arno Wallaard          |
| 2003     | Pascal Hermes        | Marcel Luppes      | Jos Pronk              |
| 2004     | Peter van Agtmaal    | Peter Schep        | Peter Olde Dubbelink   |
| 2005     | Bart Boom            | Jos Lucassen       | Raynold Smith          |
| 2006     | Jos Harms            | Wim Stroetinga     | Marco Bos              |
| 2007     | Marco Bos            | Marc Hester Hansen | Martijn Lust           |
| 2008     | Marco Bos            | Bert-Jan Lindeman  | Joost Spring In't Veld |
| 2009     | Marcel Beima         | Jasper Lenferink   | Martijn Verschoor      |
| 2010     | Peter Schulting      | Glenn Clermonts    | Bert-Jan Lindeman      |
| 2011     | Bert-Jan Lindeman    | Jos Harms          | Niels de Blaauw        |
| 2012     | Maurits Lammertink   | Dries Hollanders   | Bart van Haaren        |
| 2013 (1) | Jeff Vermeulen       | Niko Eeckhout      | Grischa Janorschke     |
| 2013 (2) | Brian van Goethem    | Johim Ariesen      | Sjoerd Kouwenhoven     |
| 2014     | Wim Stroetinga       | Phil Bauhaus       | Dylan Groenewegen      |
| 2015     | Jeff Vermeulen       | Wim Stroetinga     | Nicolai Brøchner       |
| 2016     | Elmar Reinders       | Taco Van der Hoorn | Yoeri Havik            |
| 2017     | Rick Ottema          | Joey Van Rhee      | Stef Krul              |
| 2018     | Stef Krul            | Maarten van Trijp  | Aksel Nõmmela          |
| 2019     | Luuc Bugter          | Bas van der Kooij  | Yves Coolen            |

## Palmarés por países
| País          | Vitórias |
| ------------- | -------- |
| Países Baixos | 29       |